# Bodamské jezero
Bodamské jezero (německy Bodensee, německá výslovnost: IPA: [ˈboːdn̩ˌzeː],  poslech; francouzsky Lac de Constance) je jezero ve střední Evropě, ležící na rozhraní Německa, Švýcarska a Rakouska. S rozlohou 536 km², délkou 63,3 km a maximální šířkou 14 km leží v nadmořské výšce 395,6 m. Dosahuje maximální hloubky 254 m. Kotlina jezera byla dotvořena Rýnským ledovcem během Wurmského zalednění.
Leží na jihu Německa (Bavorsko, Bádensko-Württembersko), na západě Rakouska (Vorarlbersko) a na severovýchodě Švýcarska (St. Gallen, Thurgau, Schaffhausen). Je největším jezerem v Rakousku a v Německu a druhým největším ve Švýcarsku. Je také třetí největší ve střední Evropě po Balatonu a Ženevském jezeře. Na hladině jezera nejsou definované žádné oficiální hranice – když roku 1648 vystoupilo Švýcarské spříseženství ze Svaté říše římské národa německého, rozhraničení nebylo dohodnuto.

## Název
Německy se nazývá Bodensee, francouzsky Lac de Constance, italsky Lago di Costanza nebo Lago Bodanico a anglicky Lake Constance. Dochovaná listina z roku 890 zmiňuje jeho latinský název Lacus potmanicus, který byl odvozen od místa dnes nazývaného Bodman, které patří k nejstarším osídleným lokalitám v této oblasti. 

## Pobřeží

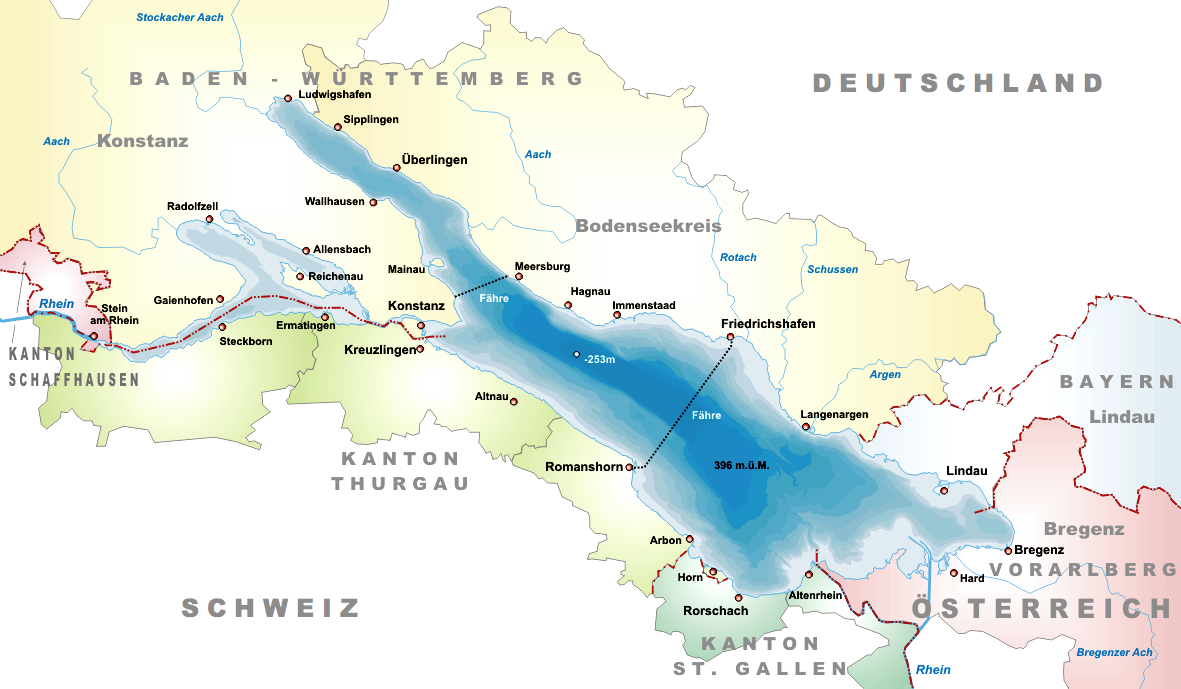
Mapa Bodamského jezera

Břehy jsou většinou ploché nebo mírně kopcovité, pouze na jihu vysoké a skalnaté. Délka pobřeží je 273 km. Hlavní a největší část jezera tvoří Horní jezero (Obersee). Na severozápadě se rozděluje na dvě oddělené části:
- Überlingské jezero (Überlinger See) leží u něj město Überlingen.
- Dolní jezero (Untersee), které se skládá z
  - Rýnského jezera (Rheinsee),
  - Zellského jezera (Zeller See) a
  - Gnadenského jezera (Gnadensee).

## Ostrovy
Na jezeře se nacházejí tři větší ostrovy. Všechny jsou v blízkosti pevniny, se kterou jsou i obvykle spojeny nejméně jedním mostem.
- ostrov Mainau často nazývaný jako „květinový ostrov“ se nachází poblíž Kostnice a je soukromým vlastnictvím rodiny Bernadottů, která umožňuje přístup veřejnosti. Jsou zde krásné květinové zahrady, zeleninové zahrady a vinice.
- ostrov Reichenau se rovněž nachází poblíž Kostnice a je proslulý bývalým klášterem Reichenau, ve kterém byl možná vězněný svatý Metoděj a třemi dochovanými kostely, které jsou uvedeny na seznamu světového dědictví UNESCO. Zajímavostí je i zřícenina hradu Schopflen, který byl zničen v roce 1366. Zřícenina je přístupná zdarma a je z ní možné si prohlédnout i část areálu kláštera.

- ostrov Lindau leží v severovýchodní, bavorské části jezera. Ostrov je s pevninou spojen železničním náspem a silničním mostem a prakticky celý je zastavěný historickým jádrem stejnojmenného města. V centru stojí za vidění malebné historické domy stejně jako věž Mangturm u přístavu. Přímo na ostrově se nachází vlakové nádraží.

## Vodní režim
Jezero slouží jako přirozený regulátor odtoku Středního Rýnu, který jím protéká. Kromě Rýnu má dalších 236 malých přítoků, z nichž nejvýznamnější jsou Bregenzer Ach, Argen, Radolfzeller Aach, Linzer Aach, Steinach a Schussen.

## Vlastnosti vody
Voda v jezeře má modrozelenou barvu a je průzračná. Zamrzá velmi zřídka a mírní klima přilehlých oblastí. Vyskytují se zde vlny s dlouhou periodou.

## Fauna a flóra

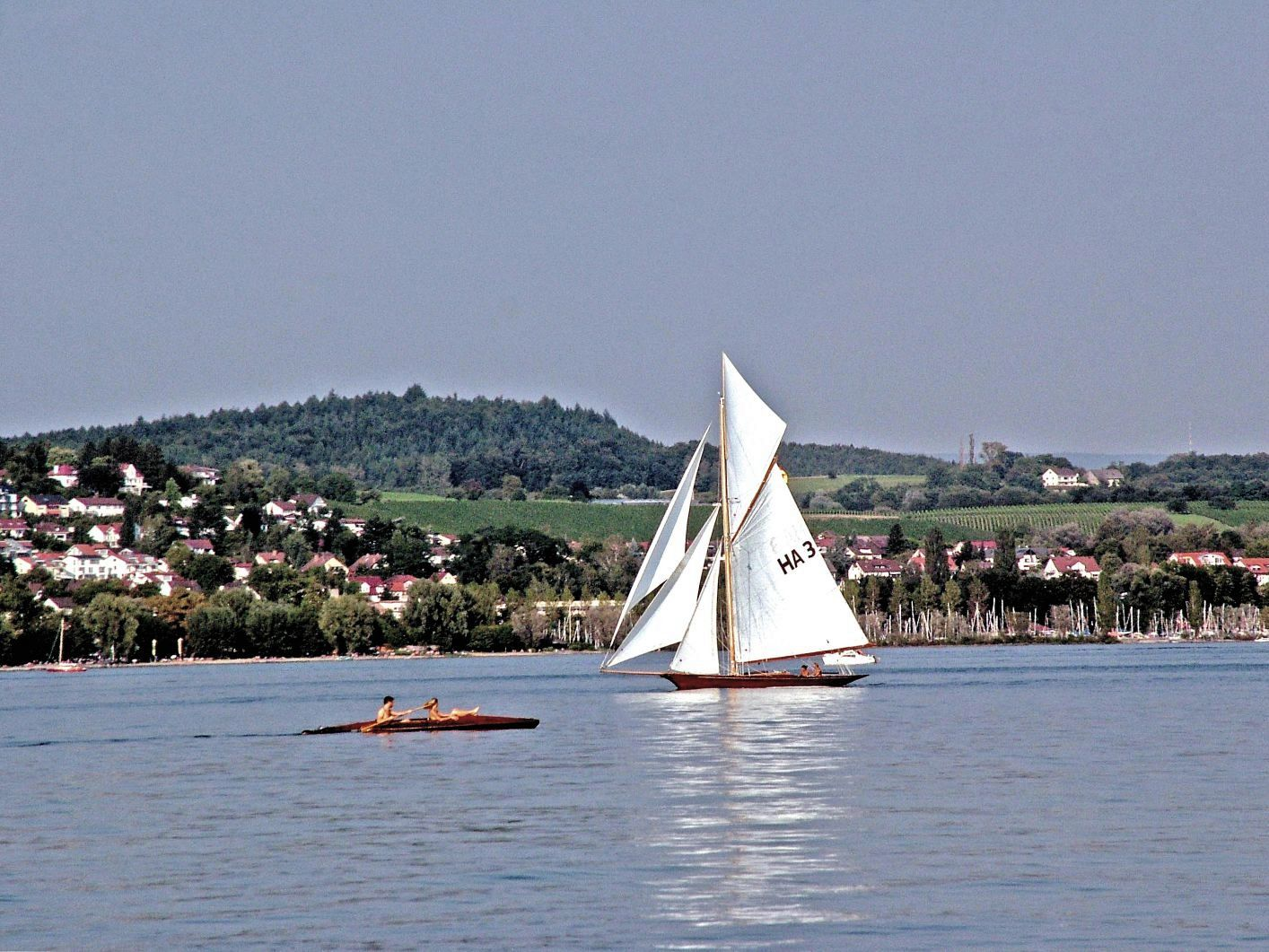
Před Überlingenem, Německo

Vyskytuje se zde mnoho významných druhů ryb, například pstruh obecný jezerní nebo mník jednovousý.

## Využití

### Doprava
Na jezeře je rozvinutá místní vodní doprava.

### Osídlení pobřeží
Důležitými městy, která byla za dob lodní nákladní dopravy i významnými přístavy, jsou dnes především turistické cíle Lindau, Friedrichshafen, Kostnice (Konstanz), Bregenz.